# Ĵ (латиниця)
Ĵ (J з циркумфлексом) — літера розширеної латиниці, 14-та в абетці есперанто, де позначає дзвінкий постальвеолярний фрикатив ʒ, вимова відповідає українській Ж.